# دارکوب سیاه

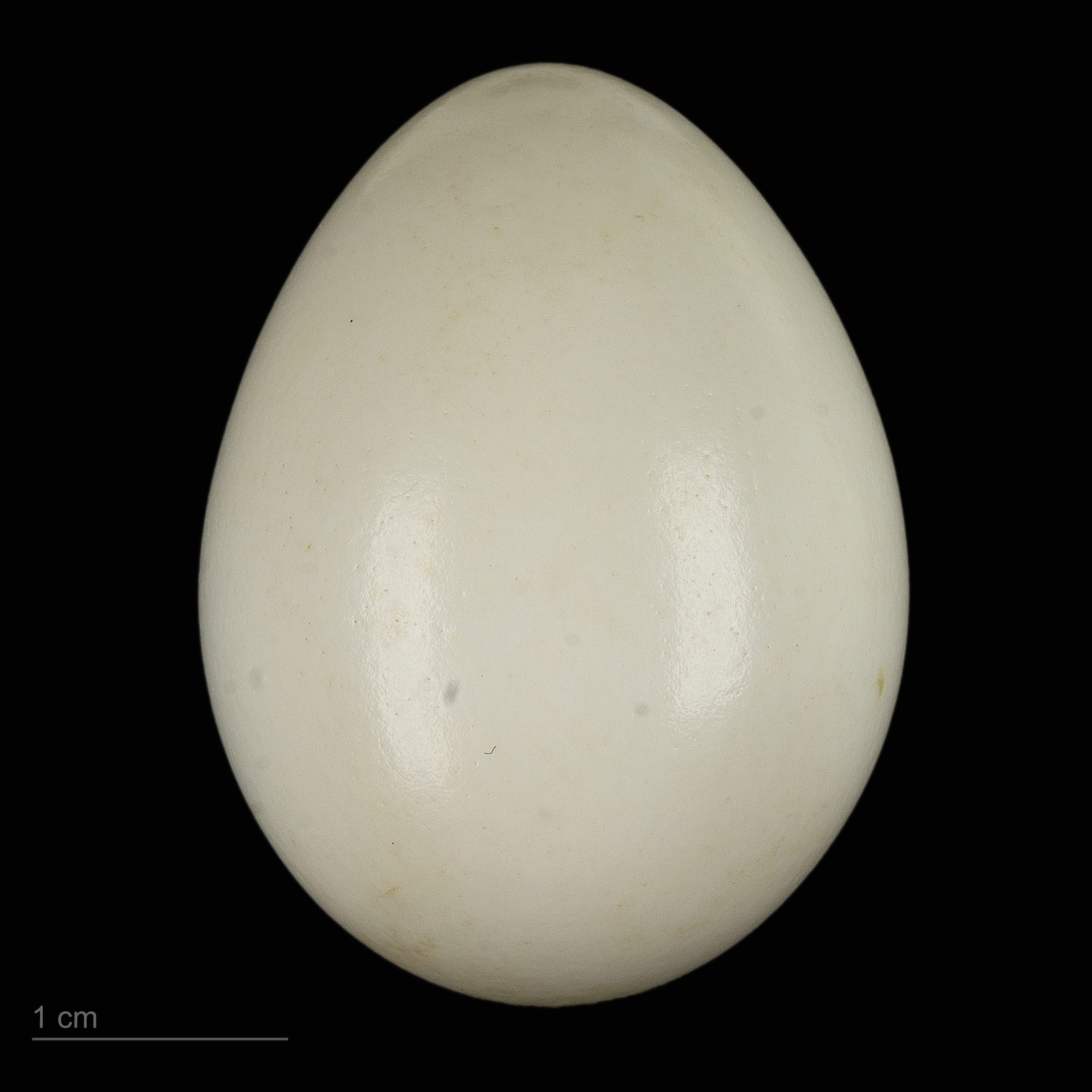
Dryocopus martius pinetorum

دارکوب سیاه (نام علمی: Dryocopus martius) گونه‌ای از دارکوبان غیرمهاجر است که در جنگل‌های کهنسال بومگاه دیرین‌شمالگانی زندگی کرده و بیشترین پراکندگی آن در اوراسیا می‌باشد.

## مشخصات
دارکوب سیاه جثه‌ای بزرگتر از دیگر دارکوب‌ها داشته و تقریباً اندازهٔ کلاغ است. قد آن بین ۴۵ تا ۴۷ سانتی‌متر بوده و فاصلهٔ بین دو سر بال‌هایش به ۶۴ تا ۷۸ سانتی‌متر می‌رسد. همچنین این پرنده نوکی بسیار دراز و برابر با ۶،۳ سانتی‌متر دارد.
تمامی پرهای دارکوب سیاه، به جز تاج آن، سیاهرنگ است. پرندگان نر دارای تاجی کاملاً قرمز رنگ هستند ولی در پرندگان ماده تنها بخش عقبی بالای تاجشان قرمز است و بقیه آن سیاهرنگ می‌باشد.

## تغذیه، لانه‌سازی و تولید مثل
دارکوب سیاه از لارو حشرات و مورچه‌های نجاری که در تنهٔ درختان مرده زندگی می‌کنند تغذیه می‌کند. او با منقار تیز خود تنهٔ درخت را سوراخ کرده و با زبان خود حشره را شکار می‌کند.
این پرندگان همچنین به منظور لانه‌سازی، تنهٔ درختان زنده بویژه درختان کاج یا صنوبر را سوراخ کرده و در زمان تولید مثل، ۴ تخم یا بیشتر را در این لانه-سوراخ می‌گذارند.